# Bonzo Goes to Bitburg
Bonzo Goes to Bitburg est une chanson interprétée par le groupe punk rock américain Ramones, écrite et composée par Joey Ramone, Dee Dee Ramone et Jean Beauvoir, ce dernier en étant aussi le producteur.
Elle dénonce la visite effectuée le 5 mai 1985 par le président des États-Unis, Ronald Reagan, au cimetière militaire de Bitburg en Allemagne de l'Ouest, où des soldats de la Waffen-SS sont enterrés. Visite qui provoqua un tollé, notamment dans les milieux juifs américains, connu comme la controverse de Bitburg.
Le titre bénéficie d'une sortie en single au Royaume-Uni en juin 1985 sur le label indépendant Beggars Banquet, avec en face B Daytime Dilemma (Dangers of Love), tiré de l'album Too Tough to Die, plus un inédit sur le maxi 45 tours, Go Home Ann. Le single se classe 81e dans les charts britanniques, avec deux semaines de présence.
Une nouvelle version est enregistrée en décembre 1985 qui apparaît sur l'album sorti en 1986 Animal Boy, sous le titre My Head is Hanging Upside Down (Bonzo Goes to Bitburg). Ce changement est dû à l'insistance du guitariste Johnny Ramone qui était un Républicain convaincu et un supporter de Reagan, contrairement à Joey Ramone. 
Le surnom peu flatteur de Bonzo est une référence au film Bedtime for Bonzo sorti en 1951, dans lequel joue Ronald Reagan et qui met en scène un chimpanzé nommé Bonzo.
Bonzo Goes to Bitburg arrive en 4e position d'un sondage réalisé par le magazine Rolling Stone auprès de ses lecteurs en 2013 pour désigner les dix meilleures chansons des Ramones.